# Etienne Stott
Etienne Stott (ur. 30 czerwca 1979) –  brytyjski kajakarz górski. Złoty medalista olimpijski z Londynu.
Zawody w 2012 były jego pierwszymi igrzyskami olimpijskimi. Po medal sięgnął w rywalizacji kanadyjkarzy w dwójce. Jego partnerem był Timothy Baillie. Dwukrotnie był brązowym medalistą mistrzostw świata (2009 i 2011). W 2009 w C-2 sięgnął po brąz mistrzostw Europy. W drużynie ma trzy medale europejskiego czempionatu (złoto w 2012, srebro w 2009, brąz w 2010).